# Palatinus Károly
Palatinus Károly (1919. július 31. – 1999. május 12.) labdarúgó, csatár.

## Pályafutása
1939 és 1947 között az élvonalban szerepelt négy klubcsapatban. Két-két idényen át szerepelt a Törekvés, majd a Gamma csapatában. 1944–45-ben a Bp. MÁVAG, 1945 és 1947 között az MTK csatára volt. 1947 novemberében leigazolta a Postás.

## Sikerei, díjai
Gamma FC
- Magyar bajnokság
  - 4.: 1942–43